# Hanna Arias
Hanna Arias (2010) es una estudiante, deportista y nadadora uruguaya.

## Biografía
Compite en la disciplina de natación por Uruguay.
Arias fue abanderada en los Juegos Parapanamericanos de 2023 junto al judoca Henry Borgues quien también ganó una medalla de plata en el certamen.
El 20 de agosto recibió del presidente Luis Lacalle Pou el pabellón nacional para representar a Uruguay en las categorías de natación 100 metros mariposa y 100 metros libre en Juegos Paralímpicos de París 2024. 